# Femmine contro maschi
Femmine contro maschi è un film del 2011 diretto da Fausto Brizzi.
Uscito nelle sale cinematografiche il 4 febbraio 2011, con un'anteprima il 2 febbraio in circa 150 schermi, il film è uno spin off di Maschi contro femmine, in quanto sviluppa le storie dei personaggi secondari del primo film.
La canzone del film (contenuta quindi anche nel relativo DVD), Vuoto a perdere, scritta da Vasco Rossi e Gaetano Curreri, è cantata da Noemi. Il 28 giugno 2011 esce il relativo DVD, oltre all'intero film vi sono dei contenuti extra quali: il commento di Fausto Brizzi e degli sceneggiatori, il backstage pillola, scene tagliate ed estese, paperissime e trailer.
Femmine contro maschi ha vinto l'edizione 2011 del festival "La Primavera del Cinema Italiano - Premio Federico II".

## Trama
L'androloga Anna e il benzinaio Piero sono sposati da vent'anni e hanno un figlio. Lei è colta e sofisticata, lui ignorante, sfegatato tifoso della Juventus e fedifrago. Un incidente accidentale fa perdere a Piero la memoria, lasciandolo con i ricordi fino al liceo (precedenti all'inizio della loro storia) e Anna decide di modellarlo a suo piacimento per trasformarlo nell'uomo perfetto (oltre che torinese doc, a dispetto delle sue origini meridionali, tanto da imparare a memoria il piemontese). Piero diventerà così il marito che lei aveva sempre sognato, fino a quando i suoi amici gli raccontano com'era veramente. La donna, anche grazie alle critiche delle sue amiche e del suo stesso figlio, e resasi conto che le piaceva anche com'era prima, decide di confessare, ma Piero se ne va di casa furioso perché sua moglie lo ha sostituito trasformandolo in un altro. Alla fine, durante una partita della Juventus, la moglie gli chiede scusa pubblicamente, spingendo così Piero a fare altrettanto. Lui confessa di aver scoperto di tradirla, ma Anna gli rivela a sua volta di esserne sempre stata consapevole. Così i due si perdonano a vicenda e tornano insieme.
Il bidello Rocco e l'impiegato Michele suonano in una cover band dei Beatles e sono in procinto di partecipare a un'importante gara musicale, ma le rispettive compagne, Valeria e Diana, non vedono di buon occhio la loro passione, tanto che Michele tiene la moglie all'oscuro del suo impegno con il gruppo, facendole inoltre credere di non frequentare più Rocco. Tuttavia, quando Rocco viene buttato fuori casa dopo l'ennesimo litigio con Valeria, a causa di un malinteso trova riparo presso l'amico e quest'ultima bugia verrà svelata, la convivenza si rivelerà complicata, anche perché Diana ha appena scoperto di essere incinta e non vuole l'amico del marito in casa. Michele, per cercare di risolvere le cose, tenta di parlare con Valeria per farla tornare con Rocco, ma finiscono col litigare e Michele le rinfaccia che, malgrado sembri molto infantile, Rocco desideri fortemente farsi una famiglia con lei e che lei dovrebbe apprezzare le sue passioni perché queste lo rendono un tipo spensierato e sorridente. Alla fine Rocco riesce a riconquistare Valeria dedicandole una canzone    
fuori programma. Ciò gli costa la squalifica della band dalla gara, ma in compenso lei finalmente impara ad apprezzare la sua passione e lo fa tornare a casa; di contro è Diana a scoprire che Michele suona ancora nella cover band dei Beatles finendo per cacciarlo di casa. La situazione così si ribalta con Michele che va ad abitare da Valeria e Rocco, che si mettono al lavoro per cercare di convincere la moglie a perdonarlo, visto che vogliono provare a fare un bambino.
Marcello, chirurgo plastico, e Paola, impiegata in banca, hanno due figli e sono divorziati da anni ma quando (una volta al mese) vanno a trovare Clara, madre di lui, ottantenne e malata di cuore, fingono di essere ancora una famiglia felice, nonostante Paola stia assieme ad un altro uomo, Roberto. Marcello scopre dal dottor Pandolfelli che Clara ha avuto un attacco di cuore e le rimangono pochi mesi di vita: pertanto la riaccoglie in casa per farle vivere la fine della sua vita in felicità, fingendo sempre che la famiglia sia unita: Roberto andrà a vivere in un residence per amore verso Paola, creando non pochi problemi di coppia. Mentre la presenza della nonna si fa sempre più invadente costringendoli a girare dei finti filmini delle vacanze, Lorenzo, il figlio più piccolo della coppia, si innamora di una sua compagna di nome Giada (come ispirato consigliere sceglierà il bidello Rocco), riuscendo infine a conquistarla (con l'aiuto della nonna). Marcello e Paola iniziano a rendersi conto di provare ancora qualcosa l'uno per l'altra, finché lei lascia Roberto per una battuta estremamente inopportuna verso la madre di Marcello. Quest'ultimo scopre infine che il dottor Pandolfelli in realtà era il rosticcere della nonna, mascherato da medico per fare in modo che lui si interessasse di più alla madre. Poco tempo dopo, tuttavia, Clara viene realmente ricoverata e le rimangono pochi minuti di vita, nei quali confesserà a Marcello e Paola di aver capito da un pezzo che loro in realtà non stessero più insieme, ma di aver fatto finta di niente per divertirsi guardando i loro goffi sforzi di ingannarla. I due, stavolta con sincerità, le rivelano che torneranno insieme per davvero, dopodiché la donna muore serenamente e poco dopo Marcello e Paola tornano a casa, uniti nuovamente con i figli.

## Produzione
Le riprese del film sono iniziate il 15 febbraio 2010 e sono proseguite per 19 settimane tra Torino, Novara, Rosignano Marittimo, Vado Ligure e Ancona. Il film è stato girato in contemporanea a Maschi contro femmine.

## Distribuzione
Il film ha ottenuto un grande successo di pubblico. A fine programmazione ha incassato € 11 585 303, collocandosi al quarto posto nella stagione cinematografica.

## Cameo
Nel film interpretano piccoli ruoli alcuni dei protagonisti del primo film (Fabio De Luigi, Giorgia Wurth, Nicolas Vaporidis, Giuseppe Cederna, Paola Cortellesi, Alessandro Preziosi, Paolo Ruffini, Carla Signoris, Sarah Felberbaum e Lucia Ocone), interpretando gli stessi personaggi. Nel film interpretano se stessi i componenti della band degli Apple Pies, autori anche della canzone "You and me" cantata nel film da Salvo Ficarra nei panni di John Lennon.
Nel film c'è un cameo della band ligure Buio Pesto e il loro leader Massimo Morini recita in un piccolo ruolo.
Nella scena sulla spiaggia, in cui Ficarra e Picone giocano a beach volley, le sfidanti sono Giorgia Würth (nel ruolo di Eva), protagonista del primo film nel ruolo di una giocatrice di volley professionistico e Francesca Piccinini, pallavolista di fama internazionale e capitana della Foppapedretti Volley Bergamo, che interpreta se stessa.

## Citazioni e riferimenti
- Nella scena in cui Piero (Emilio Solfrizzi) va a scusarsi con Anna (Luciana Littizzetto), i due parlano degli esami di maturità e Piero fa un riferimento al professor Martinelli, personaggio protagonista di Notte prima degli esami.

- Ficarra e Picone rendono omaggio alla celebre scena della lettera del film Totò, Peppino e la Malafemmina, scrivendo a loro volta una lettera d'amore per venire in aiuto al loro amico Lorenzo che tenta di conquistare Giada.

- Durante una scena in cui vengono mostrati i falsi filmini delle vacanze a Wilma De Angelis, Claudio Bisio afferma che: «La globalizzazione ha reso tutti i posti uguali: Egitto, Bora Bora, Castellabate». Quest'ultimo è il paese dove è ambientato il film Benvenuti al Sud, di cui Bisio è attore protagonista.

- La battuta di Renato su Marcel Proust e Alain Prost è un riferimento alla scena di Italia-Germania 4-3 in cui Antonio (sempre interpretato da Giuseppe Cederna) redarguisce due studenti per aver confuso lo scrittore con l'ex pilota di Formula 1.

## Riconoscimenti
- 2011 - Nastro d'argento
  - Nomination Miglior commedia a Fausto Brizzi
  - Nomination Miglior canzone originale ("Vuoti a perdere")[5] a Gaetano Curreri, Vasco Rossi e Noemi

- 2013 - Golden Graal
  - Nomination Miglior regista di un film commedia a Fausto Brizzi

- 2011  Primavera del Cinema Italiano Festival
  - Miglior attore non protagonista a Nicolas Vaporidis
  - Miglior attrice non protagonista a Francesca Inaudi
  - Premio Federico II a Fausto Brizzi